# Código Teodosiano

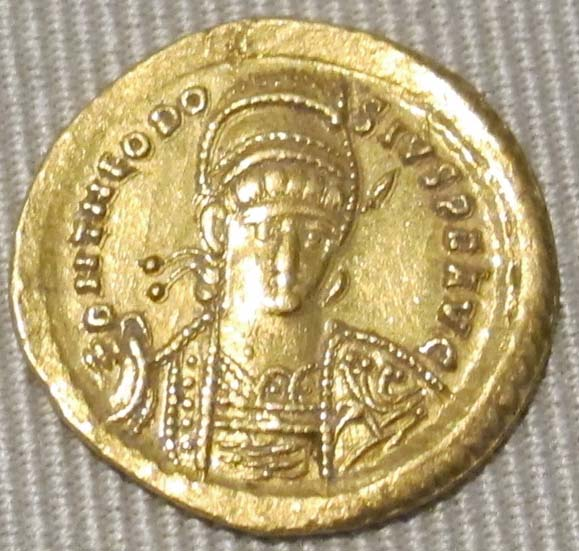
Sólido de oro de Teodosio II, emperador romano de Oriente, quien ordenó la compilación del Código de leyes romanas que lleva su nombre

El Código Teodosiano (Codex Theodosianus) es una compilación de las leyes vigentes en el Derecho Romano durante el Bajo Imperio. Este cuerpo legal era de carácter oficial, ya que fue elaborado por iniciativa del Estado, más concretamente del emperador, que era el único legislador. Su redacción fue iniciada en 429 por orden de Teodosio II, bajo la dirección del Prefecto del pretorio, Antíoco, y promulgada en la parte oriental del imperio en 438 por el mismo Teodosio II. Un año después se promulgó en Occidente por orden del emperador Valentiniano III.
Se estructura en 16 libros divididos en títulos, dentro de los cuales aparecen las Constituciones Imperiales en orden cronológico. Los cinco primeros libros se refieren al derecho privado; el sexto, séptimo y octavo, al administrativo; el noveno, al derecho penal; el décimo y undécimo, al derecho fiscal; del duodécimo al decimoquinto, tratan del derecho comunal; y finalmente el decimosexto y último están dedicados al derecho canónico

## Características
El Código está redactado en latín, la lengua oficial del Imperio. En su contenido predomina el derecho público sobre el privado y también aparecen normas orientadas a imponer la ortodoxia religiosa frente a las herejías, en especial la arriana profesada por muchos de los jefes bárbaros; por eso, entre sus leyes el código contiene 65 decretos dirigidos contra los herejes, así como multitud de disposiciones para regular la segregación de los judíos.
El Código no tuvo una gran aplicación, particularmente en Oriente, y el Derecho romano fue reorganizado en el Corpus Iuris Civilis promulgado en época de Justiniano I. Fue publicado el 15 de febrero del año 438 y entró en vigor el 1 de enero del año siguiente. En el Imperio de Oriente, tuvo vigencia hasta Justiniano; con la publicación del Codex Vetus, lo derogó el 17 de abril del 529. Sin embargo, en Occidente o en Italia frenó el paso a la introducción del derecho de Justiniano, y en otros países de Europa Occidental duró mucho más, constituyendo el núcleo principal de las leyes romanas de los reinos germánicos, como el visigodo Breviario de Alarico.
Reconocía plena validez a las Constituciones recogidas en el Código Hermogeniano, así como de aquellas obras de la jurisprudencia que no estuvieran en oposición con las Constitutiones.
Se trata de un código intermedio entre el Hermogeniano y el Gregoriano, es incompleto tanto para fines científicos como para prácticos, pero fue idóneo para satisfacer, con la ayuda de ambos códigos y obras de jurisprudencia clásica, las necesidades de los tribunales.
Tiene algunos defectos, como que el orden en los títulos no es perfectamente cronológico, hay muchas Constitutiones excluidas, mientras que otras insignificantes fueron incluidas, lagunas de la tradición manuscrita.
Estos defectos son debidos a que se trata de la primera tentativa.
El Código Teodosiano no es conocido bastante bien, ya que no nos ha llegado un texto completo y solamente se conocen los dos Códigos precedentes del Código de Justiniano, algunas Constituciones imperiales y manuscritos. Se ha intentado la reconstrucción, pero quedan siempre notables lagunas, especialmente en los primeros libros.